# 수산자원보호구역
수산자원보호구역은 국토의 계획 및 이용에 관한 법률에 의거 수산동·식물의 산란·서식환경을 보호하고, 수산자원을 육성하기 위해 해면과 인접 육역을 지정·관리하는 구역을 말한다.

## 연혁
천수만, 영광, 완도, 득량만, 여자만, 가막만, 남해·통영Ⅰ, 남해·통영Ⅱ, 한산만, 진동만, 등 10개만(21개 시·군)에 3,868 km2(해면부 2,625 km2, 육지부 1,243 km2)가 지정되었다.
그러나, 수산자원보호구역 지정후 20여년이 지남에 따라 해역이용이나 지역여건 등 많은 변화가 있었고, 수산자원보호구역 내 행위제한으로 주민들이 재산권 행사에 어려움을 겪고 있는 등 불편을 겪고 있음에 따라 수산자원보호구역을 합리적으로 조정하기 위하여 2003년부터 2004년말까지 전문기관에 연구용역을 실시하였다.
2006년 10월 11일 연구용역 결과를 토대로 연안육역에 위치한 수산자원보호구역의 조정기준안을 마련하여 관련 시·군으로 하여금 도시관리계획 수립시 반영토록하여, 2008년 12월 31일 현재 21개 시·군 중 16개 시·군의 조정이 완료되어 육지부 1,243 km2의 64%인 796 km2를 해제하였다.

## 같이 보기
- 천수만
- 득량만
- 여자만
- 가막만
- 한산만
- 진동만

## 참고 자료
- 《수산연감 2009》, 한국수산회 발간